# Snåkered
Snåkered är ett bostadsområde i tätorten Landvetter i Landvetters socken, Härryda kommun.

## Historia
Snåkered finns omnämnd första gången 1546 som Snokeröd. Byn hade redan 1550 samma indelning i tre hemman som den haft fram i modern tid. 1697 omnämns hemmansdelarna med samma namn som de fortfarande har, nämligen Fusegården, Västergården och Östergården. Snåkered, som ligger utefter den så kallade Kust till kust-banan, hade förr en egen hållplats. Järnvägen som går förbi orten byggdes ursprungligen som Göteborg-Borås Järnväg (GBJ) och invigdes år 1894. Sedan 1940 ingår järnvägen i Statens Järnvägars (numera Trafikverkets) bannät.
Fram till och med år 2000 räknades orten som småort. 2005 hade Snåkered växt samman med tätorten Landvetter.